# Ям (Московская область)
Ям (ранее Старый Ям, Пахра, Старофроловский Ям) — село в городском округе Домодедово Московской области. С 2007 года село является центром Ямской территории в рамках территориального отдела Колычевского и Ямского административных округов городского округа Домодедово.
Расположено на правом берегу Пахры к северу от города Домодедово.
Через село проходят автодорога М4 «Дон» и Каширское шоссе, у западной окраины села расположены железнодорожные платформы Ленинская и 32 км Павелецкого направления МЖД.

## История
В начале XIX века село называлось Старофроловский Ям, после слияния Старофроловского погоста с селом Ям.
В 17 в. село называлось Пахра: село Пахра на Старом Яму, село Пахра на реке Пахра. Именно на пересечении Большой Каширской дороги с рекою Пахрой возникло это старинное село с местом отдыха ямщиков, постоялыми дворами и конюшнями.

Старый Ям в старину являлся крупным дворцовым селом с Ямской слободкой, где жили ямщики.
Село Ям в начале XX столетия — торговый и ямщицкий центр. В центре села по Каширской дороге — двухэтажные здания с трактирами, лавками и с постоялыми и ямщицкими дворами. По обеим сторонам Каширской дороги далее от Пахры деревянные дома крестьянских усадеб с сиреневыми палисадниками.
Село Ям в 1859 г. по статистическим данным значилось как казённое село с 107 дворами и 924 жителя.
В 1919—1920 гг. село было центром Старо-Фроловского сельсовета, а затем, вместе с переименованием села, в 1920—1926 и 1927—1994 гг. — центром Ямского сельсовета, который в 1926—1927 гг. временно назывался Старо-Ямским сельсоветом.
В 1995 г. в селе Ям по статистическим данным числилось 362 дома с 848 жителями.
В 1994—2006 года Ям — центр Ямского сельского округа.

### Церковь
Село Старый Ям находилось во времена конного транспорта на расстоянии одного «ямского гона» от Москвы (от храма Флора и Лавра на Зацепе), а в Кашире находится также храм Флора и Лавра, покровителей лошадей. 
Храмы святых мучеников Флора и Лавра на древнем Каширском тракте построены: на Зацепе (у нынешнего Павелецкого вокзала) — в 1778 г., в Кашире — в 1776 г. и в селе Старый Ям — во второй половине XVIII в. (точный год постройки неизвестен). Старый Ям в старину также являлся крупным дворцовым селом с Ямской слободкой, где жили ямщики, тесно связанные с лошадьми.
Храм Флора и Лавра в селе Ям был воздвигнут из белого камня. Храм расположен на некотором расстоянии от Каширского тракта в восточной стороне от него вблизи реки Пахры. В 1837 г. при храме Флора и Лавра была устроена богадельня, которая стала общиной.
Храм Флора и Лавра неоднократно перестраивался в XIX в., в 1888 г. был создан проект, по которому были выполнены строительные работы из кирпичной кладки и нынешний вид за исключением утраченной в 1940 г. колокольни храм приобрел в начале XX столетия.
Внутри церковной ограды расположено древнее кладбище, на котором покоятся христиане многих веков.
В советское время Фроловский храм закрыли. Богослужения возобновлены с Пасхи 1990 г.

## Население
| 2002 | 2010  | 2021  |
| ---- | ----- | ----- |
| 3271 | ↘2994 | ↗3649 |